# 4404 Енірак
4404 Енірак (4404 Enirac) — астероїд головного поясу, відкритий 2 квітня 1987 року.
Тіссеранів параметр щодо Юпітера — 3,136.